# آلن دوکاس
آلن دوکاس (فرانسوی: Alain Ducasse‎؛ زادهٔ ۱۳ سپتامبر ۱۹۵۶) سرآشپز، رستوران‌دار و مؤلف فرانسوی‌الاصل اهل موناکو است. وی چندین رستوران را اداره می‌کند که دوتای آنها سه‌ستاره و سه‌تای آنها دوستاره و سه‌تا هم یک ستاره است. او در مجموع ۲۱ ستاره میشلن در سال ۲۰۱۲ داشت و دومین سرآشپز جهان از حیث تعداد ستاره میشلن محسوب می‌شد. رستوران‌ها، مدارس آشپزی، کتاب‌های آشپزی و فعالیت‌های مشاوره‌ای آلن دوکاس در سال ۲۰۰۲ درآمدی معادل ۱۵٫۹ میلیون دلار داشت.
وی همچنین برندهٔ جوایزی همچون شوالیه لژیون دونور شده‌است.